# 능곡역
능곡역(陵谷驛, Neunggok station)은 경기도 고양시 덕양구 토당동에 있는 수도권 전철 경의·중앙선, 수도권 전철 서해선, 교외선의 철도역이다. 이 역에서 교외선이 분기되나 실제로 운영은 하지 않는다. 2023년 7월 1일에 서해선 (대곡~소사)구간이 개통하여 환승역이 되었다. 수도권 전철 경의·중앙선은 심야에 2편성이 주박한다. 수도권 전철 서해선은 이 역부터 일산역까지 지상 구간이다.

## 역사
- 1923년 7월 1일 : 영업 개시[2]。
- 1928년 11월 1일 : 화물취급 개시[3]
- 1930년 2월 26일 : 소화물취급 개시[4]
- 1931년 2월 1일 : 간이역에서 보통역으로 승격[5]
- 1978년 8월 8일 : 구 역사 준공
- 2006년 5월 1일 : 소화물 취급 중지
- 2007년 10월 25일 : 복선 전철화 공사로 화물 취급 중지
- 2009년 6월 27일 : 신 역사로 이전
- 2009년 7월 1일 : 수도권 전철 경의선 개통과 함께 전철역이 됨, 서울 기점 16.5 km에서 16.4 km로 변경[6]
- 2009년 12월 1일 : 철도승차권 단말기 철거
- 2014년 5월 4일 : 평화열차(DMZ train) 정차
- 2015년 5월 29일 : 화물 취급 중지[7]
- 2015년 12월 22일 : 수도권 전철 서해선 대곡-소사선 착공[8]
- 2017년 5월 17일 :수도권 전철 서해선 대곡-소사선 승강장 공사와 함께 평화열차(DMZ train)의 무정차 통과에 따라 일반열차 취급 중단
- 2023년 7월 1일: 수도권 전철 서해선 소사 ~ 대곡 구간 개통으로 환승역이 됨

## 승강장
수도권 전철 서해선은 4,5번 승강장, 경의중앙선은 2,7번 승강장에 스크린도어가 설치되어 있다.
| ↑ 행신(경의·중앙선)/↑ 김포공항(수도권 전철 서해선) |
| \| １２ \| ３４ \| ５６ \| ７８ \|                 |
| 대곡(경의·중앙선, 수도권 전철 서해선) ↓            |

| 1·2 | ● 수도권 전철 경의·중앙선 | 행신 · 가좌 · 신촌 · 서울 · 용산 · 용문 · 지평 방면 |
| 3·4 | ● 수도권 전철 서해선      | 소사 · 시흥시청 · 초지 · 원시 방면                  |
| 5·6 | ● 수도권 전철 서해선      | 대곡 · 일산 방면                                    |
| 7·8 | ● 수도권 전철 경의·중앙선 | 대곡 · 일산 · 문산 방면                             |

## 역 주변
- 능곡초등학교
- 능곡동
- 능곡현대홈타운 아파트
- 능곡시장
- 능곡고등학교
- 행주산성
- 한라비발디아파트
- 능곡동 행정복지센터
- 성원상떼빌아파트
- 능곡대림아파트
- 능곡현대아파트
- 백제1차아파트
- 능곡고등학교
- 능곡중학교
- 장미8차아파트
- 행주동 행정복지센터
- 행신벽산아파트
- 토당초등학교

## 사건사고
2010년 2월 2일 고등학생 2명이 전철선로에 역무원 허락없이 올라갔다가 고압선에 감전되는 사고가 발생하였다.

## 이용객 변동
2009년 자료는 개통일인 2009년 7월 1일부터 12월 31일까지인 184일 기준으로 집계한 것이다.
| 노선        | 노선 | 일평균 인원수 (명/일) | 일평균 인원수 (명/일) | 일평균 인원수 (명/일) | 일평균 인원수 (명/일) | 일평균 인원수 (명/일) | 일평균 인원수 (명/일) | 일평균 인원수 (명/일) | 일평균 인원수 (명/일) | 일평균 인원수 (명/일) | 일평균 인원수 (명/일) | 각주   |
| 노선        | 노선 | 2009년                | 2010년                | 2011년                | 2012년                | 2013년                | 2014년                | 2015년                | 2016년                | 2017년                | 2018년                | 각주   |
| ----------- | ---- | --------------------- | --------------------- | --------------------- | --------------------- | --------------------- | --------------------- | --------------------- | --------------------- | --------------------- | --------------------- | ------ |
| 경의·중앙선 | 승차 | 1,586                 | 2,055                 | 2,346                 | 2,455                 | 2,857                 | 3,086                 | 3,638                 | 3,809                 | 3,849                 | 3,760                 | [ 10 ] |
| 경의·중앙선 | 하차 | 1,504                 | 1,929                 | 2,197                 | 2,328                 | 2,623                 | 2,802                 | 3,375                 | 3,528                 | 3,539                 | 3,467                 | [ 10 ] |
| 경의·중앙선 |      | 2019년                | 2020년                | 2021년                | 2022년                | 2023년                |                       |                       |                       |                       |                       | [ 10 ] |
| 경의·중앙선 | 승차 | 3,849                 | 2,989                 | 3,155                 | 3,494                 | 4,257                 |                       |                       |                       |                       |                       | [ 10 ] |
| 경의·중앙선 | 하차 | 3,547                 | 2,753                 | 2,931                 | 3,235                 | 3,949                 |                       |                       |                       |                       |                       | [ 10 ] |

## 사진

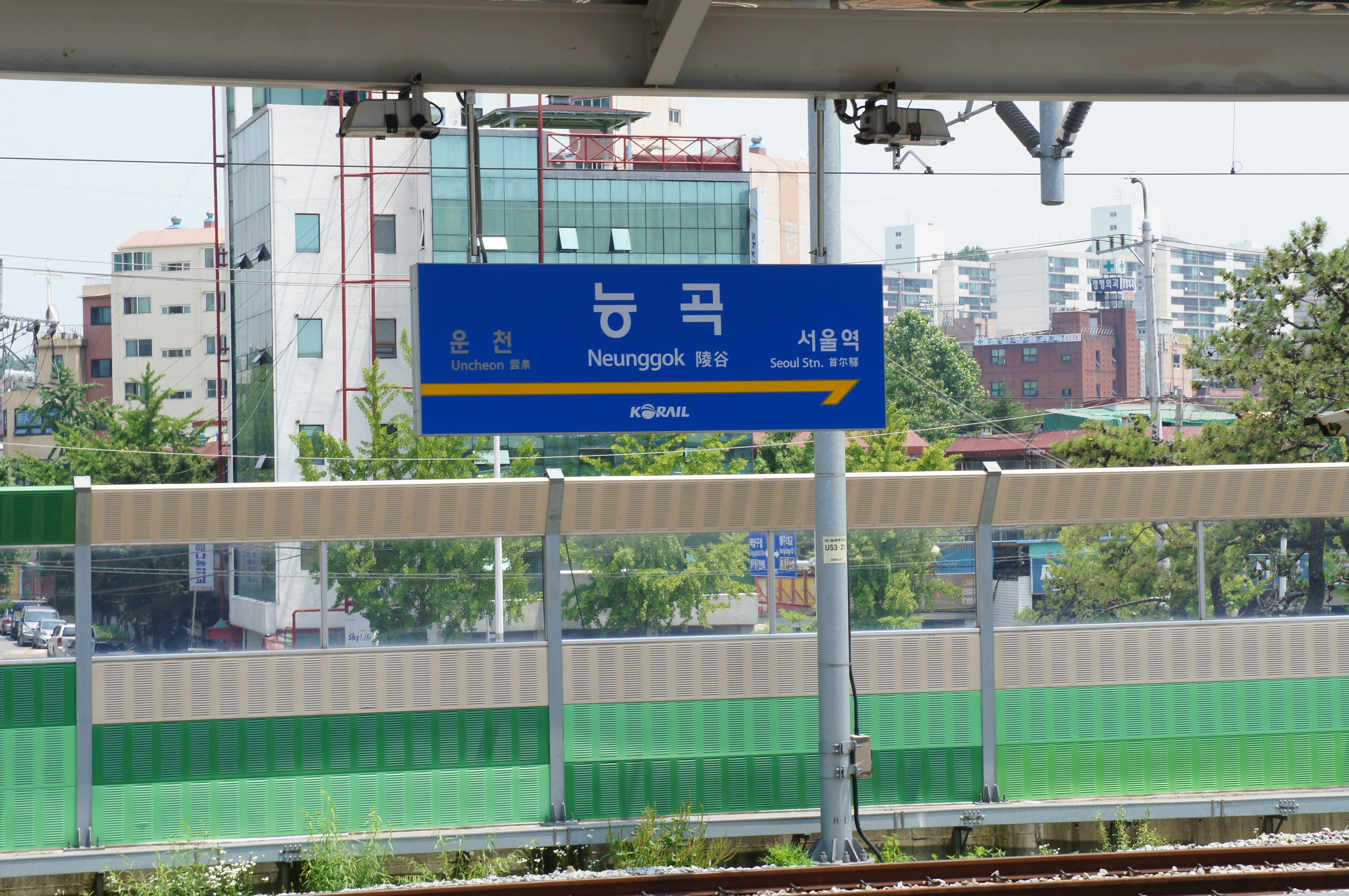
구 DMZ-Train 역명판 (현 경의중앙선 승강장)
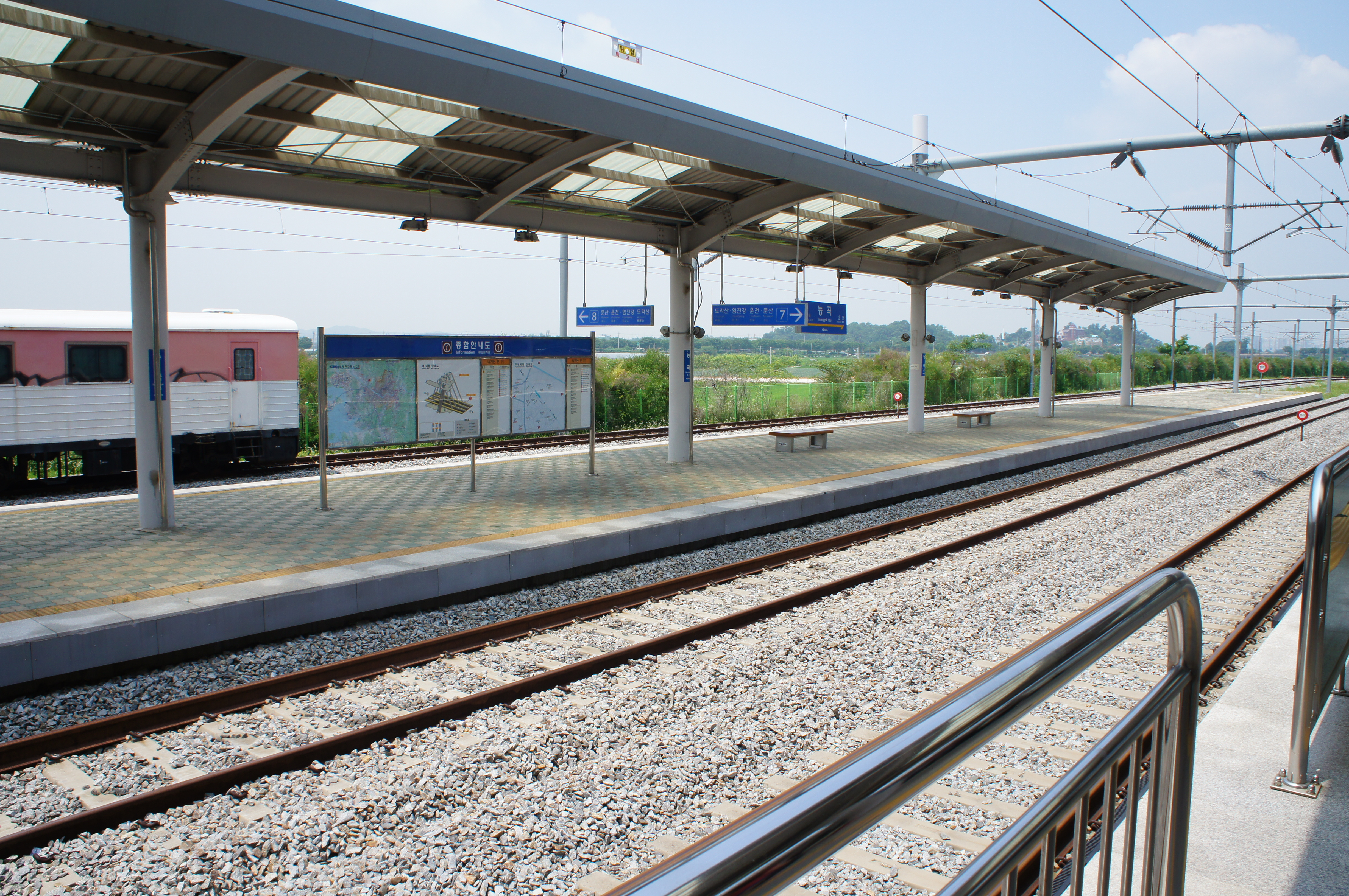
구 DMZ-Train 승강장 (현 경의중앙선 승강장)
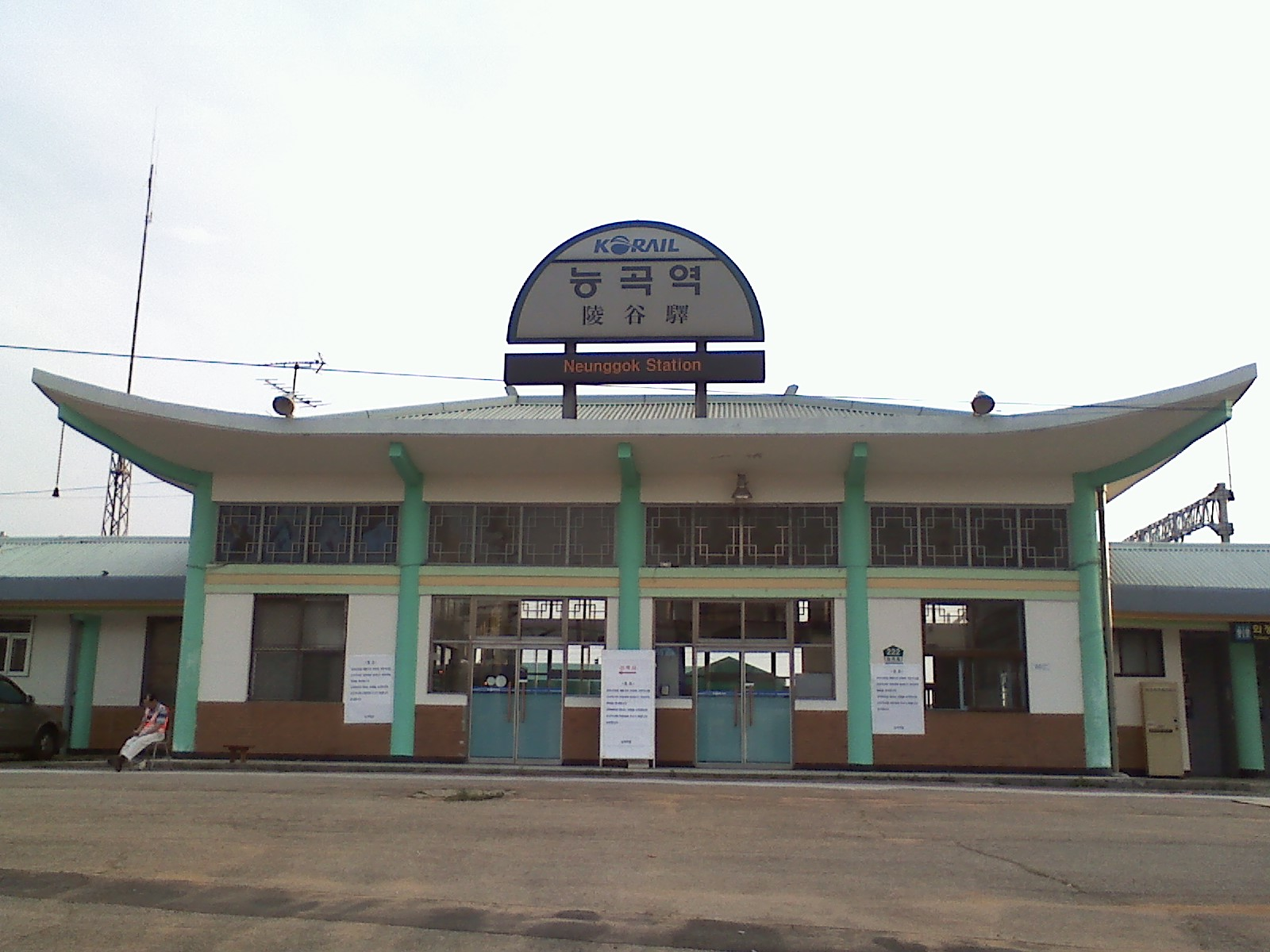
구 역사(2009,06,27)
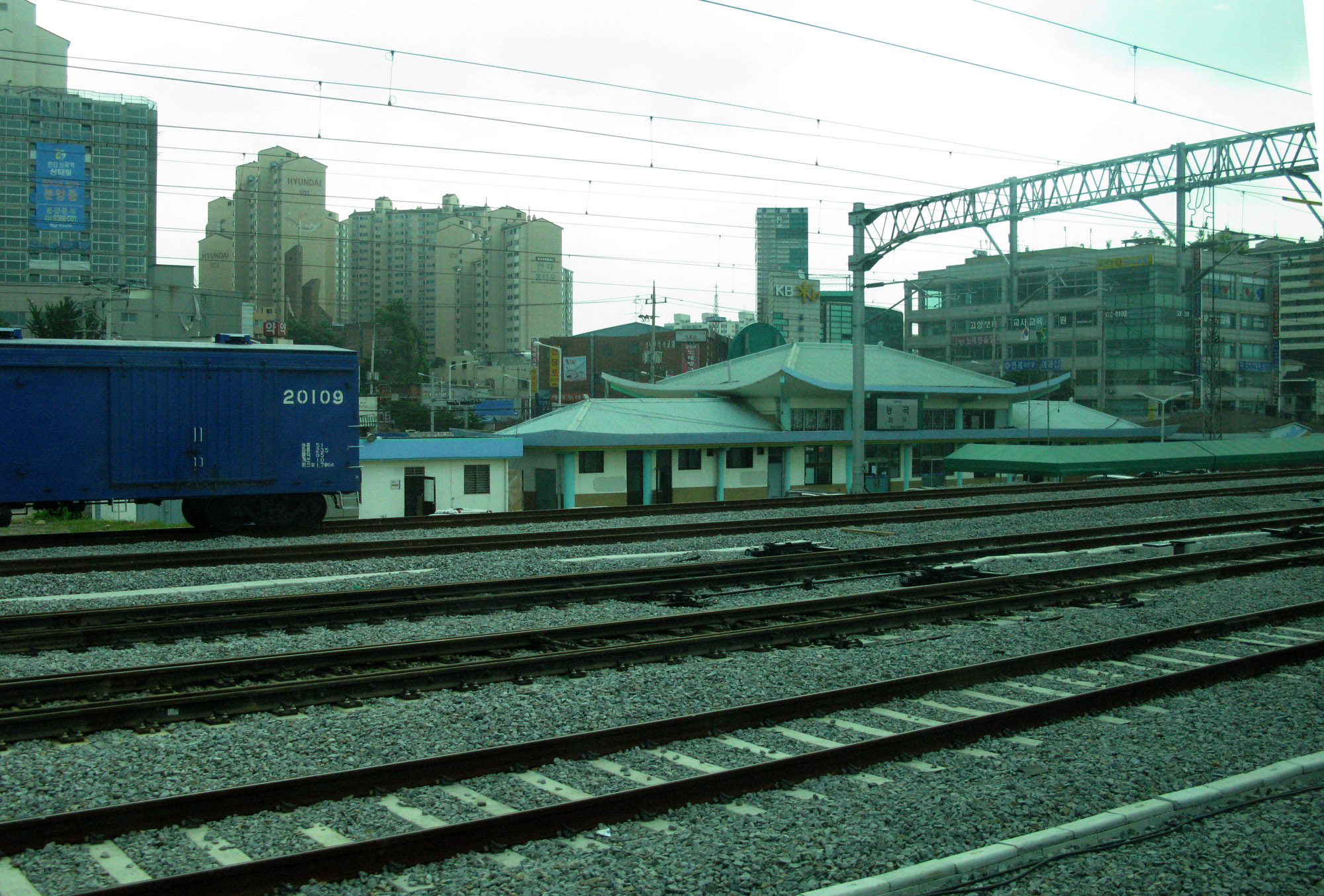
구 역사 뒷면
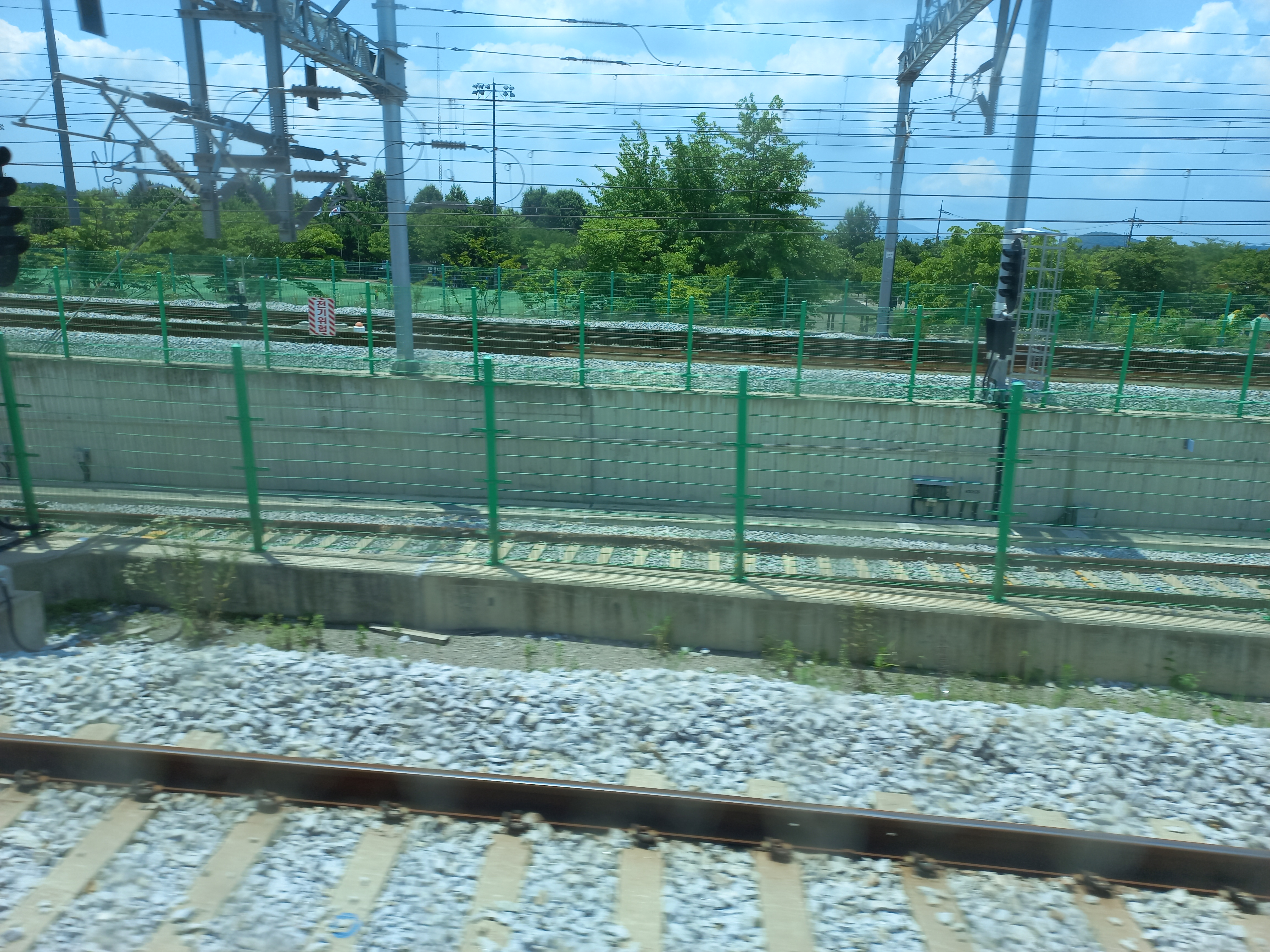
서해선 분기점
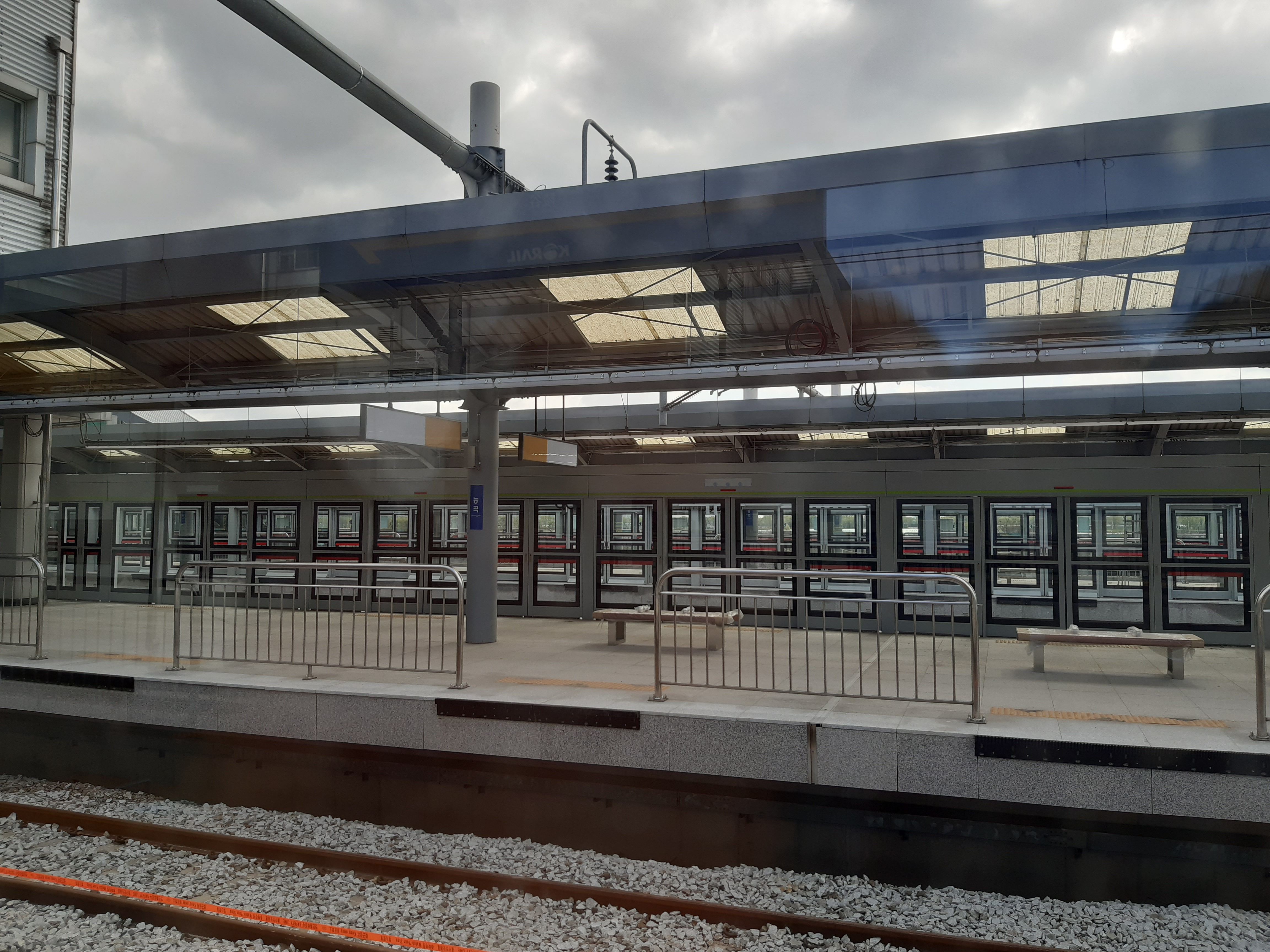
서해선 능곡역 승강장(과거 공사시절)
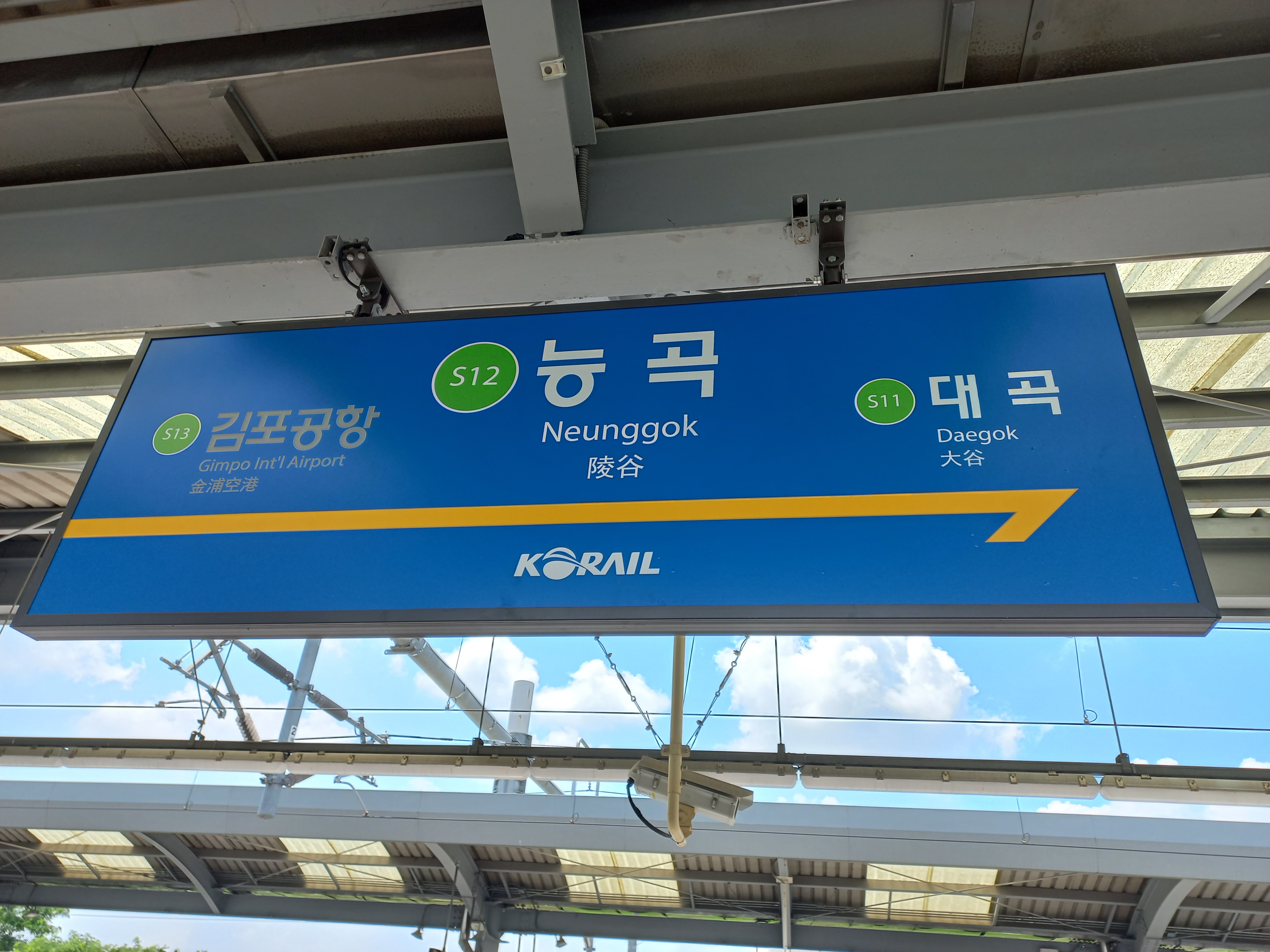
서해선 역명판
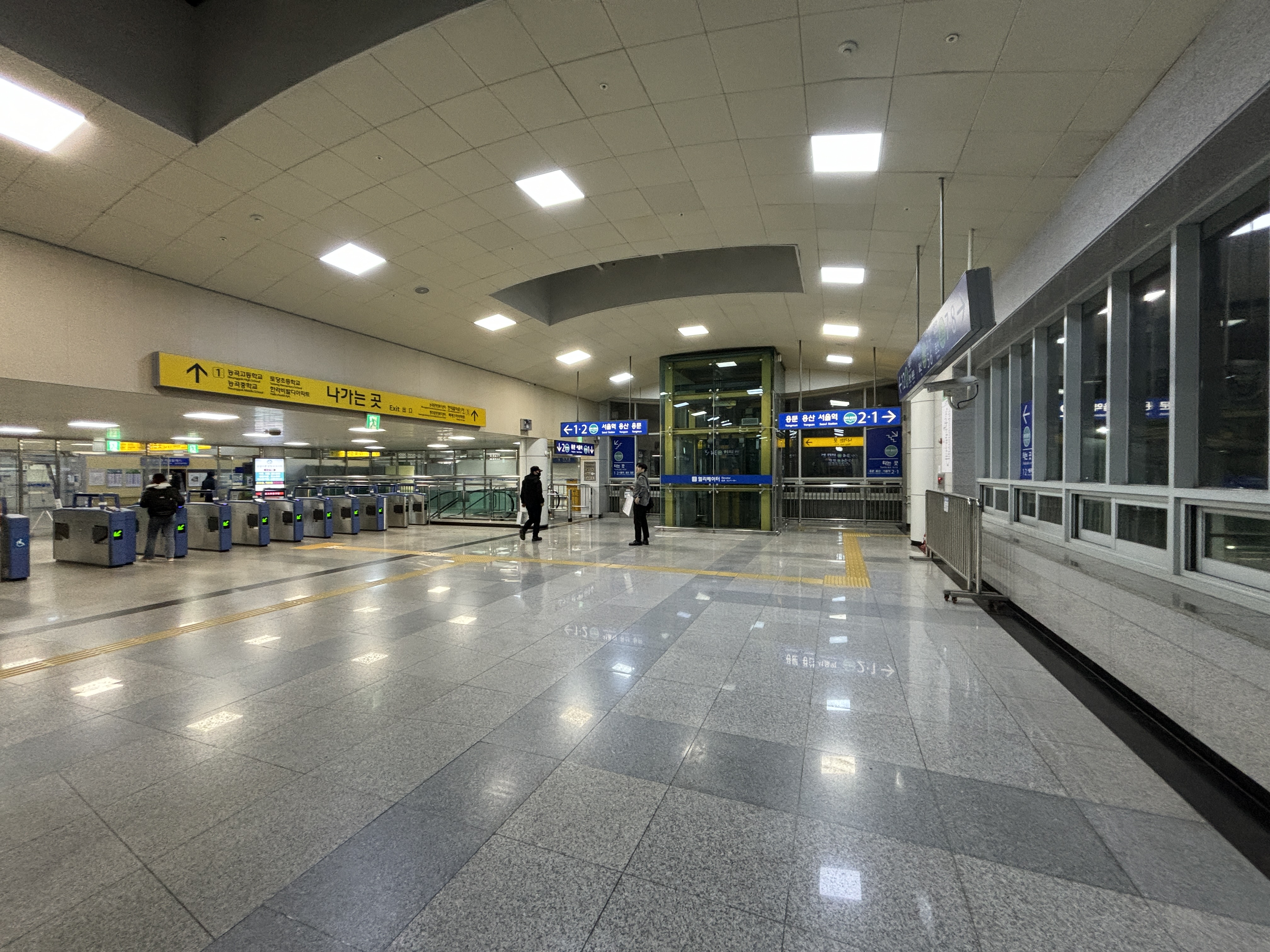
행인 통로
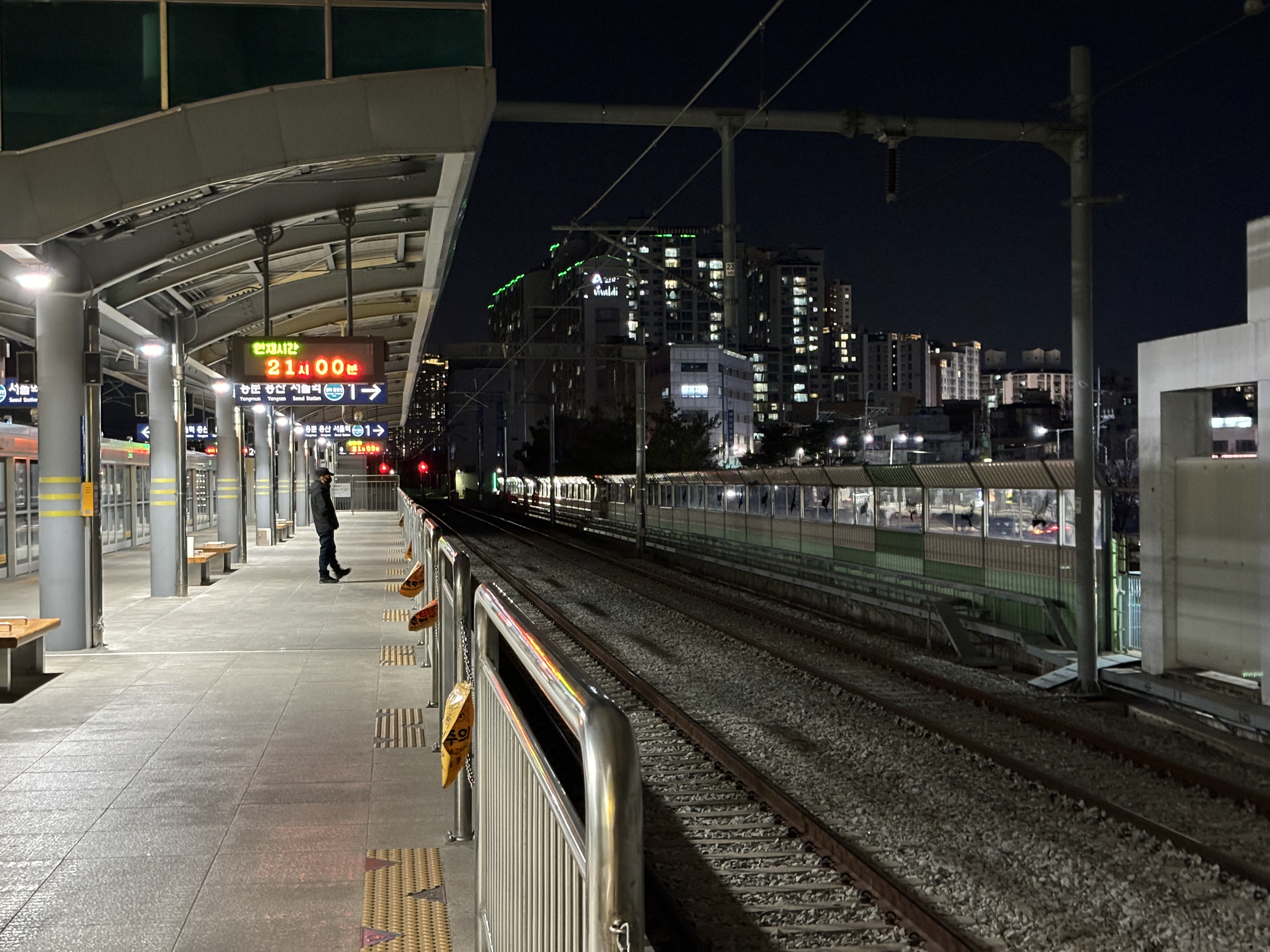
1번선 교외선 승강장
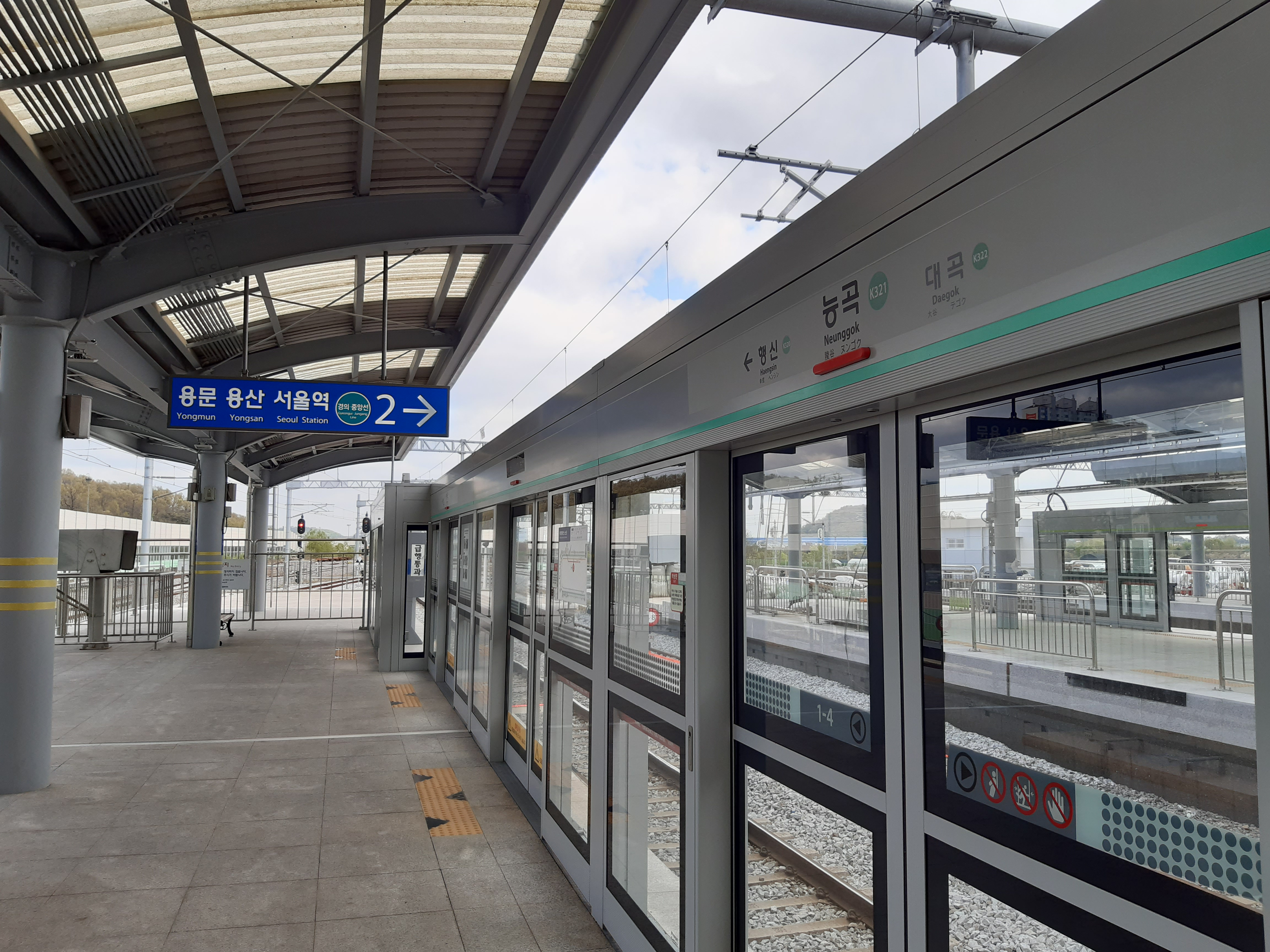
경의・중앙선 승강장
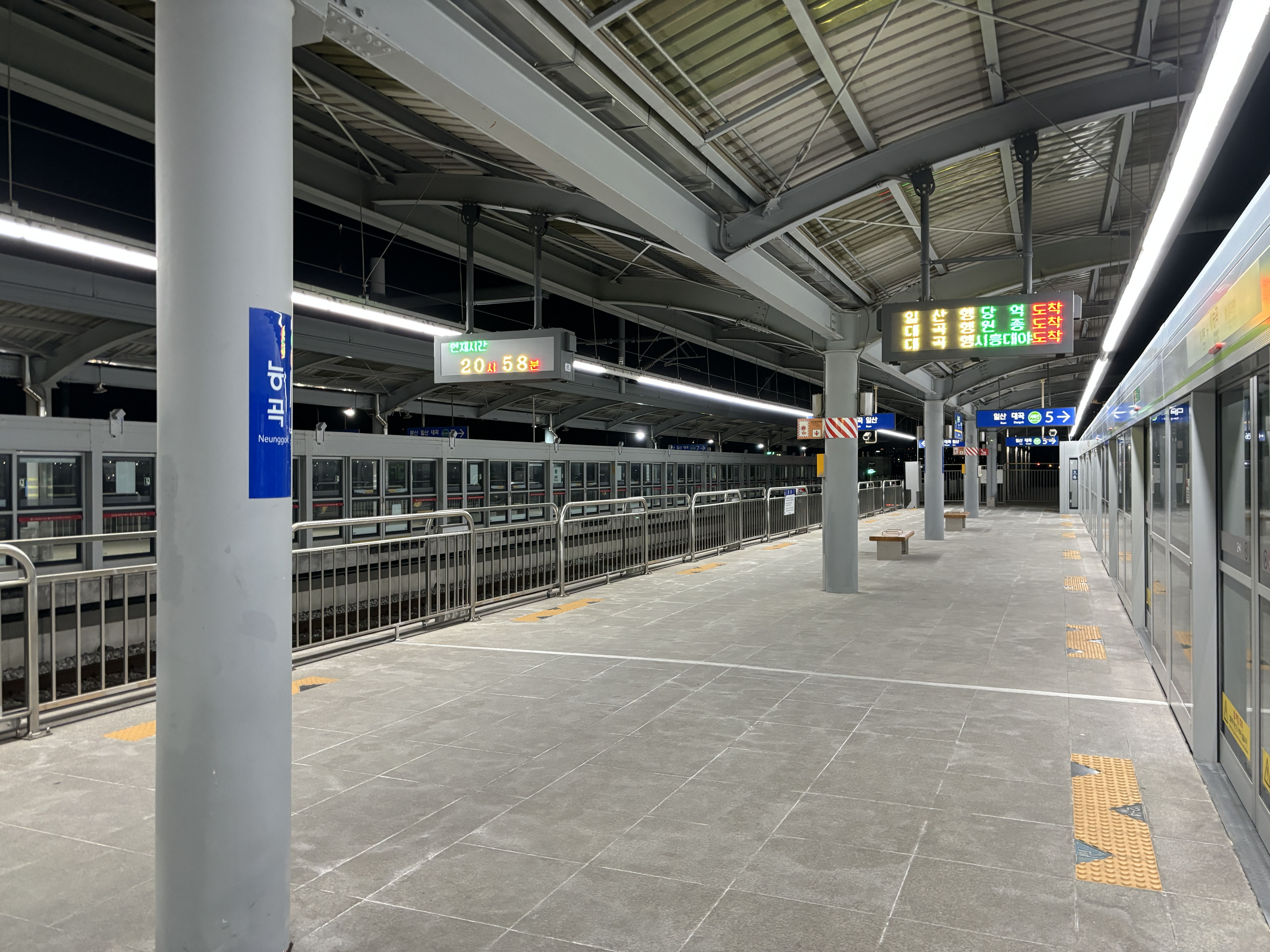
서해선 승강장

## 인접한 역
| 경의선                                  | 경의선                                                      | 경의선                                  |
| --------------------------------------- | ----------------------------------------------------------- | --------------------------------------- |
| K322 대곡 문산 방면 문산 방면 문산 방면 | ● 수도권 전철 경의·중앙선 본선 완행 중앙선 급행 경의선 완행 | K320 행신 지평 방면 용문 방면 서울 방면 |
| 수도권 전철 서해선                      |                                                             |                                         |
| S11 대곡 일산 방면                      | ● 수도권 전철 서해선                                        | S13 김포공항 원시 방면                  |

## 같이 보기
- 금정역
- 한대앞역